# Copiopteryx inversa
Copiopteryx inversa är en fjärilsart som beskrevs av Eugenio Giacomelli 1911. Copiopteryx inversa ingår i släktet Copiopteryx och familjen påfågelsspinnare. Inga underarter finns listade i Catalogue of Life.